# Roman Mityukov
Roman Mityukov, född 30 juli 2000, är en schweizisk simmare.

## Karriär
I maj 2021 vid EM i Budapest tog Mityukov brons på 200 meter ryggsim. I juli 2021 vid OS i Tokyo slutade han på 16:e plats på 100 meter frisim och på 13:e plats på 200 meter ryggsim. Mityukov var även en del av Schweiz kapplag som slutade på 14:e plats på 4×100 meter frisim och på sjätte plats på 4×200 meter frisim.
I juli 2023 vid VM i Fukuoka tog Mityukov brons på 200 meter ryggsim. I februari 2024 vid VM i Doha tog han silver på 200 meter ryggsim. Vid EM 2024 i Belgrad tog Mityukov brons på 200 meter ryggsim.